# Carolyn Franklin
Carolyn Ann Franklin (Memphis, 13 maggio 1944 – Bloomfield, 25 aprile 1988) è stata una cantante e cantautrice statunitense.

## Biografia
Sorella di Erma Franklin e Aretha Franklin, mosse come loro i primi passi nella musica cantando nel coro gospel del padre.
La sua carriera da cantante solista ebbe inizio alla fine degli anni Sessanta. Carolyn incise in tutto cinque album, ma senza mai veramente arrivare al successo. Il meglio di sé lo dette soprattutto firmando alcuni brani per la sorella Aretha, come Ain't No Way o Angel, nel quale prese anche parte ai cori.
Nel 1980 apparve con Aretha nel film The Blues Brothers.
Morì nel 1988, a neanche 44 anni, per un tumore al seno.

## Discografia
- Baby Dynamite (1969)
- Chain Reaction (1970)
- The First Time I Cried (1970)
- I'd Rather Be Lonely (1973)
- If You Want Me  (1976)